# Burgstall Daburg
Der Burgstall Daburg ist eine abgegangene hochmittelalterliche Niederungsburg auf 473 m ü. NHN in Daburg, einem Gemeindeteil der Gemeinde Edling im Landkreis Rosenheim von Bayern. Er wird als Bodendenkmal unter der Aktennummer D-1-7938-0214 als „Burgstall des hohen Mittelalters (‚Daburg‘)“ geführt. Das Schloss Zellerreit liegt 600 m entfernt in südwestlicher Richtung, der Burgstall Reitberg liegt 750 m in nordwestlicher Richtung und das Schloss Hart befindet sich 820 m im Nordwesten.

## Geschichte
Das Ortsadelsgeschlecht von Daburg waren Ministeriale der Grafschaft Wasserburg. Daburg gehörte zur Obmannschaft Allmannsberg im Amt Edling.

## Beschreibung
Der quadratische Burgstall mit abgerundeten Ecken hat eine Seitenlänge von 50 m. Der Burgplatz liegt im Südosten des Anwesens Daburg 4 und ist mit schütterem Baumbewuchs überdeckt. 